# Glemminge socken
Glemminge socken i Skåne ingick i Ingelstads härad, ingår sedan 1971 i Ystads kommun och motsvarar från 2016 Glemminge distrikt.
Socknens areal är 20,02 kvadratkilometer varav 19,9 land. År 2000 fanns här 589 invånare. Godset Henriksfält och tätorten Glemmingebro med sockenkyrkan Glemminge kyrka ligger i socknen.

## Administrativ historik
Socknen har medeltida ursprung. 
Vid kommunreformen 1862 övergick socknens ansvar för de kyrkliga frågorna till Glemminge församling och för de borgerliga frågorna bildades Glemminge landskommun. Landskommunen uppgick 1952 i Glemmingebro landskommun som upplöstes 1971 då denna del uppgick i Ystads kommun samtidigt som området överfördes till Malmöhus län. Församlingen uppgick 2002 i Löderups församling.
1 januari 2016 inrättades distriktet Glemminge, med samma omfattning som församlingen hade 1999/2000.  
Socknen har tillhört län, fögderier, tingslag och domsagor enligt vad som beskrivs i artikeln Ingelstads härad. De indelta soldaterna tillhörde Södra skånska infanteriregementet, Ingelsta kompani och Skånska dragonregementet, Borreby skvadron, Svabeholms och Borreby kompani.

## Geografi
Glemminge socken ligger öster om Ystad. Socknen är en odlingsbygd.

## Fornlämningar
Cirka 15 boplatser från stenåldern är funna. Från bronsåldern finns två gravhögar, en dös och skålgropsförekomster. En runsten, Glemmingestenen,  finns inmurad i kyrkomuren.

## Namnet
Namnet skrevs 1334 Gleminge och kommer från kyrkbyn och är en inbyggarbeteckning (-inge). Förleden kan innehålla ett äldre namn på Fröslövsån, Glama, 'den gråbleka' eller 'den larmande'..